# 方丹拉吉永
方丹拉吉永（法語：Fontaine-la-Guyon，法語發音：[fɔ̃tɛn la ɡɥijɔ̃]）是法国厄尔-卢瓦省的一个市镇，位于该省中部偏西，属于沙特尔区。

## 地理
方丹拉吉永（48°28'19"N, 1°18'45"E）面积14.59 平方千米，位于法国中央-卢瓦尔河谷大区厄尔-卢瓦省，该省份为法国北部内陆省份，北起顺时针与厄尔省、伊夫林省、埃松省、卢瓦雷省、卢瓦-谢尔省、萨尔特省和奧恩省接壤。
与方丹拉吉永接壤的市镇（或旧市镇、城区）包括：圣吕佩尔斯、米坦维利耶-韦里尼、圣阿尔努德布瓦。

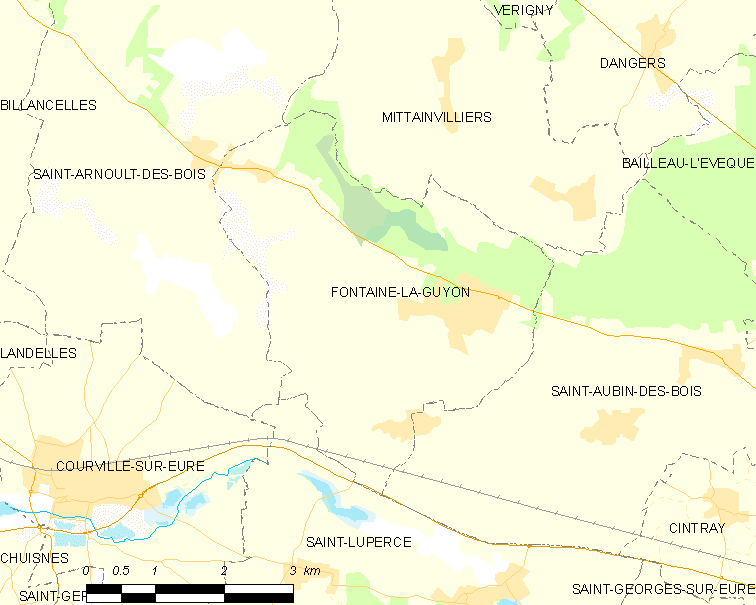
方丹拉吉永的OSM定位图

方丹拉吉永的时区为UTC+01:00、UTC+02:00（夏令时）。

## 行政
方丹拉吉永的邮政编码为28190，INSEE市镇编码为28154。

## 政治
方丹拉吉永所属的省级选区为伊利耶孔布赖县。

## 人口

1962-2008年间方丹拉吉永人口变化图示

方丹拉吉永于2022年1月1日时的人口数量为1675人。